# Сандалово (Алтайский край)
Сандалово — село в Тальменском районе Алтайского края. Входит в состав Ларичихинского сельсовета.

## История
Основано в 1910 г. В 1928 году заимка Сандаловская состояла из 9 хозяйств, основное население — русские. В административном отношении входил в состав Курочкинского сельсовета Тальменского района Барнаульского округа Сибирского края.

## Население
| 1926 | 1997 | 1998 | 1999 | 2000 | 2001 |
| ---- | ---- | ---- | ---- | ---- | ---- |
| 39   | ↗165 | ↘162 | ↘157 | ↗171 | ↘161 |
| 2002 | 2003 | 2004 | 2005 | 2006 | 2007 |
| ↗188 | ↘169 | ↗229 | ↘179 | ↗209 | ↗251 |
| 2008 | 2009 | 2010 | 2011 | 2012 | 2013 |
| ↘214 | →214 | ↘187 | ↘185 | ↘183 | ↗184 |

Национальный состав
Согласно результатам переписи 2002 года, в национальной структуре населения русские составляли 95 %.